# Листокрутка розанова
Листокрутка розанова (Archips rosana L.) — метелик з родини листокруток. Це дуже поширений шкідник плодово-ягідних культур, а також листяних паркових і декоративних дерев і кущів.

## Опис
Розмах крил метелика досягає у самки 18-22 міліметрів, у самця — 14-19 міліметрів. Передні крила охряно-золотистого або темно-коричневого кольору, з темнішими поперечними вузькими хвилястими смужками і кількома плямами. Задні крила світло-коричневі, з рожево-жовтим відтінком біля основи. Яйця відкладає черепицеподібне, групами, які утворюють сірий гладенький щиток. Яйцекладка (щиток) спочатку блідо-зеленого кольору, а потім поступово набуває бурувато-сірого відтінку, подібного до кольору кори яблуні. Розмір яйцекладок 0,7-1,2 сантиметрів. Самки відкладають яйця на товстих гілках і стовбурах дерев, на відміну від яблуневої молі, яка відкладає яйця у вигляді щитків на тонких дво-трирічних гілках. Гусениці від зеленого до сірувато-зеленого кольору, з бурою блискучою головою, вкритою рідкими світлими волосками. Довжина дорослої гусениці 17-20 міліметрів. Лялечка спочатку зеленого кольору, з темно-зеленими крилевими чохликами, потім стає темно-коричневою, з світлішим черевцем. Всі сегменти черевця мають по два ряди шипиків. Кінець черевця витягнутий у вигляді вістря, на якому розташовані чотири гачкоподібні щетинки, по дві такі самі щетинки є з боків. Довжина лялечки: самки — 9-13 міліметрів, самця — 5-7 міліметрів.

## Екологія
Розанова листокрутка має однорічну генерацію, тобто протягом вегетаційного періоду розвивається одне покоління. Зимує в стадії яйця. Навесні після розпускання бруньок, в період цвітіння груші ранніх сортів або в період висування і відокремлення бутонів яблуні, коли сума ефективних температур (вище +8°С) досягає +49°С, з яєць виходять гусениці листокрутки і починають пошкоджувати листя, бутони, квітконіжки, а потім квітки і плоди. Гусениці живуть у скручених ними листях, живляться суміжними листями і плодами. Залежно від температури повітря розвиваються протягом 25-40 днів і перетворюються на лялечок всередині скручених листків. Через 8-14 днів (залежно від температури) з лялечок виходять метелики, які літають присмерком і вночі протягом червня і першої половини липня. Самки відкладають яйця (до 250 кожна) по 20-165 у кожній яйцекладці. Розанова листокрутка поширена в усіх зонах України. У Лісостепу і Поліссі вона пошкоджує переважно яблуню й чорну смородину, а в Степовій зоні — черешню та інші кісточкові породи. Гусениці розанової листокрутки дуже багатоїдні; вони пошкоджують листя багатьох видів листяних порід в лісах і парках, звідки часто перелітають в сади і ягідники.